# Понт-Эвек
Пон-Эвек (фр. Pont-Évêque) — коммуна во Франции, находится в регионе Рона — Альпы. Департамент коммуны — Изер. Входит в состав кантона Вьен-1. Округ коммуны — Вьенн.
Код INSEE коммуны — 38318. Население коммуны на 2012 год составляло 5106 человек. Населённый пункт находится на высоте от 165  до 321  метров над уровнем моря. Муниципалитет расположен на расстоянии около 420 км юго-восточнее Парижа, 26 км южнее Лиона, 75 км северо-западнее Гренобля. Мэр коммуны — Martine Faïta, мандат действует на протяжении 2014—2020 гг.
Динамика населения (INSEE):

## Города-побратимы
- Имберсаго, Италия (2003)